# Bloemendaal aan Zee
Bloemendaal aan Zee (en français : « Bloemendaal-sur-Mer ») est une station balnéaire néerlandaise sur la côte de la mer du Nord, située dans la commune de Bloemendaal, en province de Hollande-Septentrionale, au nord de Zandvoort.